# Vultee V-11
Vultee V-11— американский лёгкий бомбардировщик/штурмовик компании «Валти» (Vultee Aircraft), времён Второй мировой войны. Производился на экспорт и в основном использовался в ВВС Китая, Бразилии и СССР.

## История создания

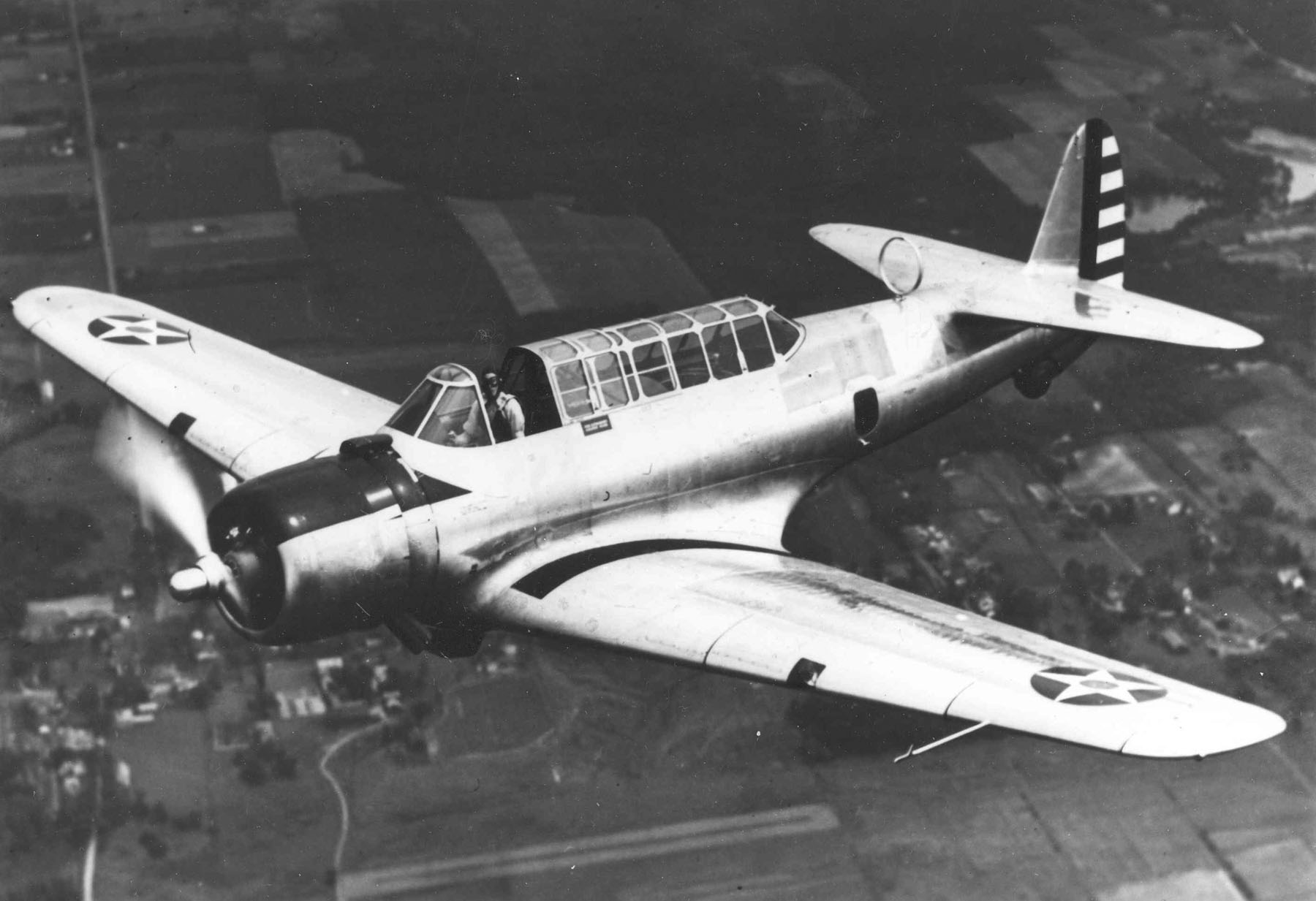
YA-19

В 1934 году в компании «Валти» началась разработка военного самолёта на основе одномоторного пассажирского V-1A, который был довольно передовым самолётом: цельнометаллический низкоплан с убирающимся шасси и аэродинамическим фюзеляжем, который, однако, был продан только в небольших количествах из-за ограничений, введённых на использование одномоторных самолётов для регулярных пассажирских перевозок.
Военный вариант V-11 отличался новым фюзеляжем эллиптического сечения и несколько изменённым хвостовым оперением. Прототип, оснащенный двигателем R-1820-F53 мощностью 750 л. с. впервые поднялся в воздух летом 1935 года. При необходимости самолёт мог быть или двухместным штурмовиком или трёхместным бомбардировщиком.
Армия США заказала экспериментальную партию из 5 самолётов, которые именовались YA-19, но не проявила интереса, поэтому V-11 изготавливались на экспорт.
Всего (и в США, и по лицензии) было произведено 170—180 самолётов.

## Основные модификации
- V-11-G — двухместный штурмовой вариант с двигателем R-1820-G102 мощностью 850 л. с. Был вооружен четырьмя 7,62-мм курсовыми пулеметами и одним в кабине стрелка. Масса бомбовой нагрузки — 270 кг, максимальная — 500 кг. В 1937 году было изготовлено 20 самолётов для Китая.
- V-11-GB — трехместный бомбардировочный вариант с нижней пулеметной установкой с ещё одним пулеметом. В 1937—1938 гг. 40 машин было изготовлено для Турции (V-11-GBT), а в 1938-39 гг. — 26 для Бразилии (V-11-GB2).
- V-12-C — оснащался двигателем «Райт R-1820-G105B» мощностью 1050 л. с. Курсовое вооружение состояло из двух 12,7-мм и двух 7,62-мм пулеметов, по одному 7,62-мм пулемета в верхней и нижней установках. Китай заказал 16 самолётов, 25 ед. также было изготовлено в Китае.
- V-12-D — оснащался двигателем «Райт R-2600» (Wright R-2600 Twin Cyclone[англ.]) мощностью 1600 л. с. Китай заказал 52 самолёта, из которых 50 должны были собираться в Китае, но было изготовлено только несколько машин.
- БШ-1 — аналог V-11GB (два самолета в сборе, два в разобранном виде и 10 "в заготовках" были доставлены из США в 1936 году), который выпускался в СССР по лицензии. Оснащался двигателем М-62ИР. Вооружение состояло из шести 7,62-мм пулемётов ШКАС — четырёх курсовых и по одному в верхней и нижней установках, масса бомбовой нагрузки — 400 кг. Всего было изготовлено 31—38 самолётов.

## История применения

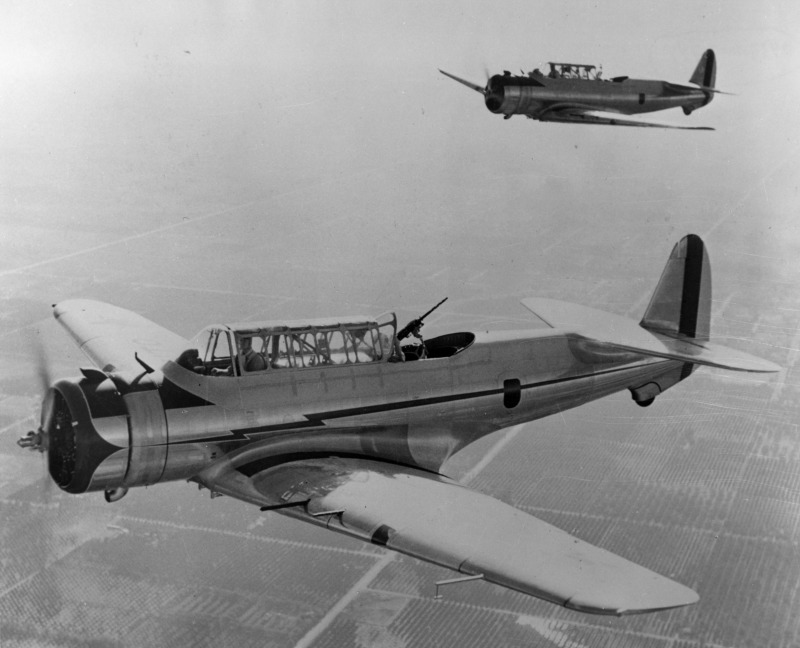
Бразильский V-11GB2

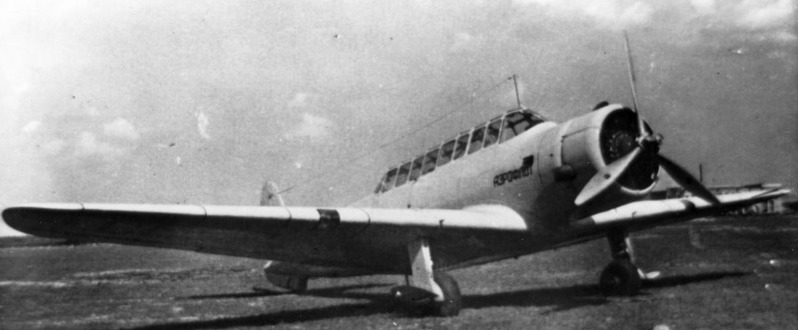
ПС-43 Аэрофлота

### Китай
Первоначальный заказ на 30 двухместных V-11-G был размещен Китаем в конце 1935 года. За этим последовали заказы в 1939 году более мощного варианта V-12, в двух версиях (V-12-C и V-12-D). Большинство из них планировалось собрать в 1938 году из комплектов на заводе Центральной авиастроительной компании в Лойвинге (CAMCO) и она начала выпуск их в Хэнъяне и, хотя первая партия из 25 V-12-C была успешно завершена, завод был сильно разбомблен сразу после начала сборки первых V-12-D. Это привело к тому, что части построенных планеров были эвакуированы в Индию, где планировалось, что сборка самолётов будет завершена на заводе Hindustan Aircraft Limited в Бангалоре. Однако после того, как несколько из них были собраны, производство было остановлено, так как завод был перенаправлен на более срочные работы по капитальному ремонту.
В ВВС Китайской Республики самолёты V-11G поступили на вооружение 9-й и 10-й эскадрилий, и с января по май 1938 г. использовались в боях с японской армией.
V-11 и V-12 были использованы в качестве лёгких бомбардировщиков и достигли некоторых успехов, в том числе в бомбежке 5 февраля 1939 года японского аэродрома в Юньчэне четырьмя самолётами. Позже, в 1940 году, самолёты были сняты с бомбардировок и приступили к обязанностям по обучению и связи.

### Бразилия
В феврале 1939 года бразильские ВВС приобрели первые 10 Vultee V-11GB2 для дальних бомбардировок. 26 самолётов были в конечном итоге использованы бразильскими военно-воздушными силами.
V-11GB2, после вступления Бразилии в войну, использовались для патрулирования Атлантического побережья. В августе 1942 года было осуществлено две атаки на немецкие подводные лодки, но ни одна не была поражена. Через некоторое время V-11 были сняты с вооружения.

### СССР
В 1936 году Советский Союз приобрел четыре трёхместных самолёта V-11GB вместе с лицензией на их производство (на тот момент в Красной Армии современных самолётов такого класса не было). На самолёт планировали ставить отечественный двигатель, хотя это была та же лицензионная копия американского двигателя, что и на V-11. Работы были поручены группе конструкторов под руководством С. А. Кочеригина, и в 1937 году самолёт поступил в производство как БШ-1 («Бронированный штурмовик»), однако установленная броня, приспособленная для отражения ударов с земли, неприемлемо снизила лётные характеристики. Производство машин было прекращено после выпуска, по разным данным, от 38 до 50 машин.
Они были переданы «Аэрофлот», переделаны и использовались как почтовые под обозначением ПС-43 в качестве высокоскоростных транспортных средств вплоть до немецкого вторжения в 1941 году, когда они были отозваны   в ВВС, но в роли связных. Последние БШ-1 использовались вплоть до 1945 года.

## Тактико-технические характеристики (V-11GB2)

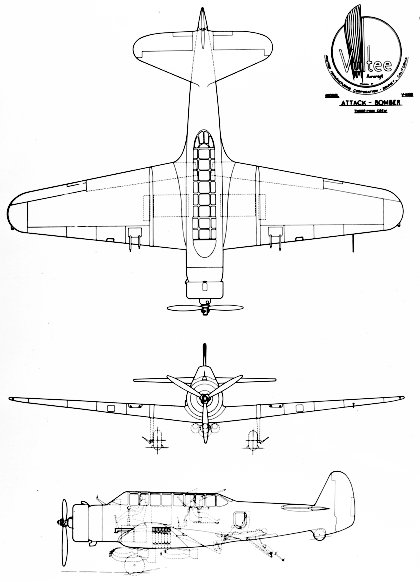
Схематичное изображение V-11GB

### Технические характеристики
- Экипаж: 3 человека
- Длина: 11,64 м
- Высота: 3,05 м
- Размах крыла: 15,25 м
- Площадь крыла: 35,70 м²
- Масса пустого: 2780 кг
- Максимальная взлётная масса: 5290 кг
- Двигатель: Wright R-1820-G102
- Мощность: 850 л. с.

### Лётные характеристики
- Максимальная скорость: 335 км/ч
- Практическая дальность: 1600 км
- Практический потолок: 6500 м
- Скороподъёмность: 4,1 м/c